# Governo de Transição da República Democrática do Congo
O Governo de Transição da República Democrática do Congo foi incumbido para mudar o Estado dilacerado pela Segunda Guerra do Congo (1998-2003) para um governo baseado em uma constituição acordada por consenso. 
Este governo foi formado nas bases do Acordo de Pretória, em julho de 2002. Cinco meses depois, o Acordo Global e Inclusivo de Pretória foi assinado por todas as partes beligerantes restantes para cessar os combates e estabelecer um governo de unidade nacional. 
O período de transição chegou ao fim com a realização das eleições gerais de 2006 e a tomada de posse de Joseph Kabila como presidente em 6 de dezembro de 2006.

## Pós-transição
Em outubro de 2007, Joseph Kabila negociou a retirada das forças de ocupação ruandesas do leste do Congo. 
Em 30 de junho de 2008, um governo de unidade nacional composto por vários grupos do diálogo intercongolês foi formado; Joseph Kabila permaneceu como presidente, mas agora com quatro vice-presidentes que representariam o governo anterior, os antigos grupos rebeldes e a oposição política.